# Micrurus laticollaris
Micrurus laticollaris là một loài rắn trong họ Rắn hổ. Loài này được Peters mô tả khoa học đầu tiên năm 1870.